# Скутельник, Николай Филиппович
Николай Филиппович Скутельник (20 июня 1893, Секиряны, Бессарабская губерния — 1994, Одесса) — советский военачальник, участник Первой мировой, Гражданской, советско-финляндской и Великой Отечественной войн. Полковник (1938). Командир 386-й стрелковой дивизии. Участник обороны Севастополя во II секторе Севастопольского оборонительного района. Контуженым попал в плен, находился в концлагерях. Пятикратный кавалер Ордена Красного Знамени. Персональный пенсионер союзного значения.

## Биография
Родился 20 июня 1893 года в местечке Секуряны Хотинского уезда Бессарабской губернии. Украинец.

### В Русской императорской армии
В Русской императорской армии с августа 1914 по ноябрь 1917 года. В Первую мировую войну Н. Ф. Скутельник был мобилизован на военную службу в августе 1914 года и направлен на Юго-Западный фронт в кавалерийский эскадрон при 11-й армии. По окончании в 1915 году трехмесячного курса учебной команды служил в том же эскадроне ефрейтором и младшим унтер-офицером. Участвовал в боях в Волынской губернии.

### Гражданская война
После Октябрьской революции 1917 года перешел из эскадрона в Красную гвардию и проходил службу помощником командира взвода. В Гражданскую войну Н. Ф. Скутельник в октябре 1918 года перешел из Красной гвардии в партизанский отряд, формировавшийся на станции Матейково (близ Каменец-Подольска), который боролся за освобождение Бессарабии от румынских войск. В начале января 1919 года отряд принимал участие в вооруженном восстании в Бессарабии. После поражения его остатки перешли через реку Днестр в районе Каменец-Подольска.
После выхода в расположение Красной армии Н. Ф. Скутельник был направлен на формирование эскадрона в составе Ямпольского отряда. При слиянии отрядов там же был сформирован 1-й Бессарабский кавалерийский полк, вошедший затем в Особую бригаду Г. И. Котовского. В этом полку проходил службу красноармейцем и командиром взвода. В начале 1920 года полк в составе бригады вошел в 45-ю стрелковую дивизию, а Н. Ф. Скутельник в феврале был назначен командиром эскадрона. В составе этих частей участвовал в боях с петлюровцами и деникинскими войсками под Одессой, затем в арьергардных боях при отходе на Житомир. В ноябре 1919 года дивизия была переброшена под Петроград против войск генерала Н. Н. Юденича, затем возвращена на Южный фронт и участвовала в боях на Правобережье Днепра, в районах Александровска и Одессы.
Из воспоминаний Е. И. Морозова: «…Котовский развернул карту и поглядел на Ульриха (своего заместителя): — Сейчас же пошли эскадрон Скутельника вот сюда! — Он указал место на карте. — Там пылит не то обоз, не то пехотная колонна. Наша пехота ещё позади, стало быть, пусть проверит и действует по обстоятельствам. Ульрих сделал карандашом пометку на своей карте и побежал в рощу. А через две-три минуты эскадрон Скутельника и взвод пулеметных тачанок вынеслись из рощи, пересекли дорогу и скрылись в солнечном мареве».
В мае 1920 года она была передислоцирована на Юго-Западный фронт и вела бои с белополяками, участвуя в Киевской операции, в наступлении на львовском направлении и последующем отходе на восток. В июне — сентябре 1921 года в составе Особой кавалерийской бригады Г. И. Котовского командиром эскадрона принимал участие в подавлении Тамбовского вооруженного восстания А. С. Антонова в Тамбовской губернии. Боролся с бандами Ю. О. Тютюнника под Коростенем и Звенигородкой. За мужество и героизм в боях при взятии Одессы, на Польском фронте и при подавлении Тамбовского восстания Н. Ф. Скутельник был награждён 2 орденами Красного Знамени. За период Гражданской войны имел два ранения, оба в 1920 году.
Сам Скутельник в преклонном возрасте вспоминал: «В ночь на 7 февраля 1920 года мой эскадрон был выделен головным отрядом от кавалерийской бригады во время наступления на Одессу. На рассвете на окраине Пересыпи удалось окружить белогвардейскую заставу, что способствовало проходу всей бригады через Пересыпь без сопротивления со стороны белых. Вот за что был награждён орденом Красного Знамени».

### Карьера в РККА

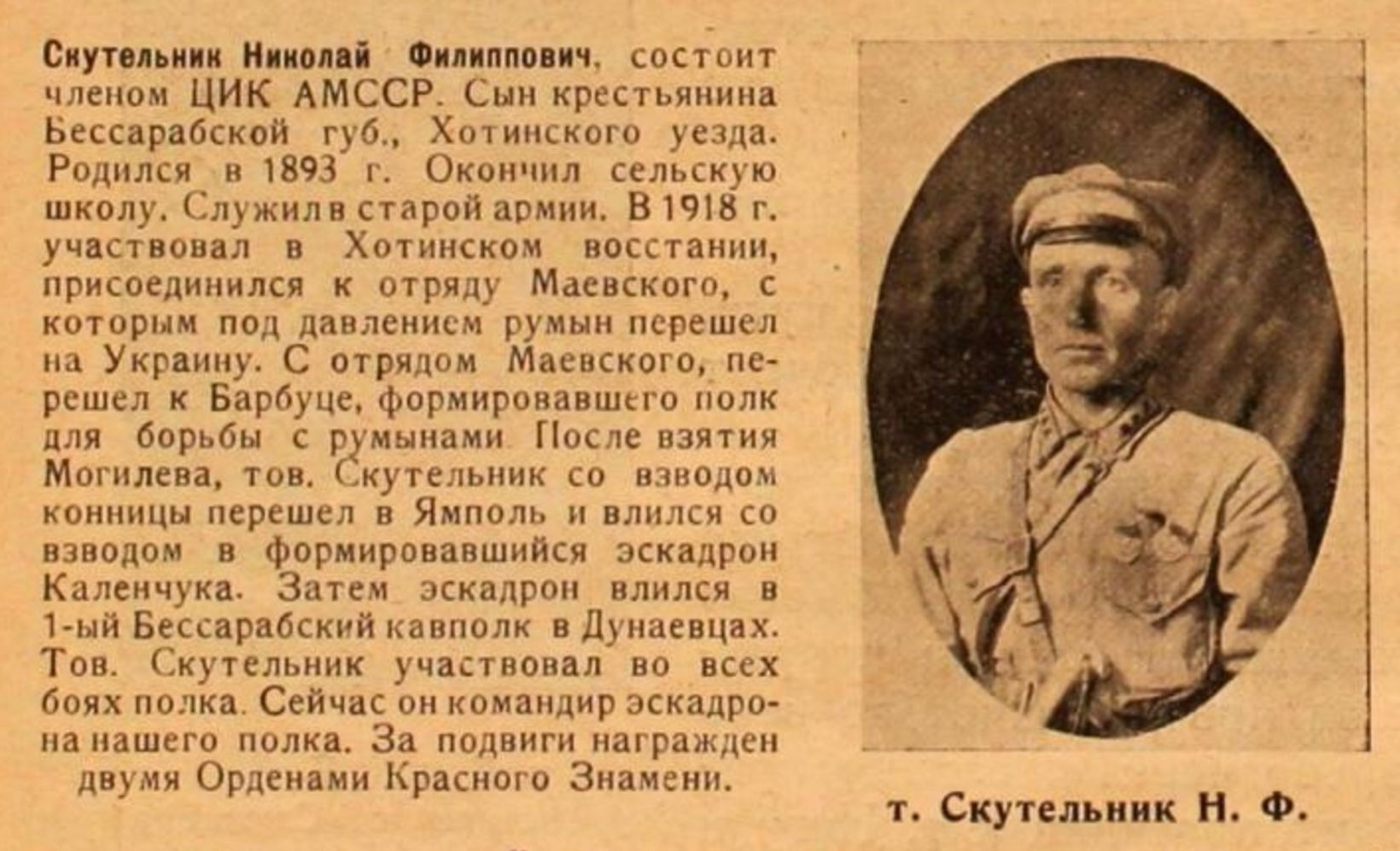
Из издания Боевой путь 13-го кавполка 3-й кавалерийской бессарабской имени Котовского дивизии, из собрания ГПИБ

В ноябре 1922 года на базе Особой кавалерийской бригады была развернута 4-я кавалерийская дивизия, переименованная в январе 1923 года в 3-ю кавалерийскую дивизия имени Г. И. Котовского. При переформировании 1-й Бессарабский кавалерийский полк переименован в 16-й, затем в 13-й кавалерийский с дислокацией в городе Бердичев. В этом полку Н. Ф. Скутельник командовал эскадроном до октября 1924 года окончил высшие повторные курсы комсостава при 2-м кавалерийском корпусе УВО (1924), после чего был командирован на учёбу в Киевскую объединённую школу подготовки командиров им. С. С. Каменева. В октябре 1926 году окончил её и вновь назначен командиром эскадрона в 13-й кавалерийский полк.
Член ВКП(б) с 1926 года. Дважды избирался членом ЦИК Молдавской Автономной Советской Социалистической Республики.
С июля 1928 года он командовал отдельным территориальным эскадроном Бессарабской коммуны им. Г. И. Котовского, а в мае 1930 года переведен командиром 54-го отдельного запасного кавалерийского эскадрона в районе Бердичева. С ноября 1931 по июнь 1932 проходил переподготовку на Краснознаменных кавалерийских КУКС РККА в городе Новочеркасск. По окончании их направлен во 2-й запасной кавалерийский полк в городе Павлоград, где проходил службу начальником полковой школы и помощником командира полка по хозяйственной части. В сентябре 1935 года назначен командиром 3-го запасного кавалерийского полка в городе Кирсанов. Майор (1936 приказ НКО № 0736/п). Полковник (17.4.1938 приказ НКО № 0248).
В мае 1939 года был переведен в БОВО командиром 56-го кавалерийского полка 24-й кавалерийской дивизии. В сентябре — октябре участвовал с ним в походе в Западную Белоруссию. С 1 января по 13 марта 1940 года полковник Н. Ф. Скутельник был командиром 56-го мотокавалерийского полка 24-й мотокавалерийской дивизии и принимал участие в Советско-финляндской войне 1939—1940 годов. За отличия в боях март 1940 года он был награждён орденом Красной Звезды.
По окончании боевых действий до августа 1940 года находился в госпитале по ранению, затем вновь командовал 56-м кавалерийским полком в городе Кировабад. 1 апреля 1941 года назначен заместителем командира 47-й горнострелковой дивизии.

### Великая Отечественная война
С началом Великой Отечественной войны в той же должности. В конце августа 1941 года полковник Н. Ф. Скутельник назначен командиром 386-й стрелковой дивизией, формировавшейся в Тбилиси. После сформирования до 25 октября она подчинялась командованию войсками Закавказского фронта, затем вошла в 47-ю армию и получила задачу на прикрытие Военно-Грузинской дороги в районе Главного Кавказского хребта. С 25 ноября дивизия была передана 46-й армии и передислоцирована в район Зугдиди, Очемчири, Сухуми, где выполняла задачи по обороне побережья Чёрного моря на фронте Новый Афон — Анаклия. С 24 по 28 декабря она морем передислоцировалась в Севастополь в состав Приморской армии и до конца июня 1942 года вела тяжелые оборонительные бои по обороне города. Её части обороняли 2-й сектор в районе Камары, Верхняя Чоргунь, Новые Шули. Весной полковник Н. Ф. Скутельник после И. А. Ласкина исполнял обязанности коменданта сектора.
Н. И. Крылов, маршал Советского Союза, в июне 1942 начальник штаба Приморской армии, вспоминал: «В 386-ю стрелковую дивизию полковника Скутельника поехали однажды втроем — командарм, член Военного совета Чухнов и я. За эту дивизию, малообстрелянную, все ещё было неспокойно. Дивизия вместе с бригадой Жидилова прикрывала левый фланг очень ответственного ялтинского направления. Оно не стало главным в декабре, могло не стать им и в июне, однако сам рельеф местности всегда заставлял считать вероятной попытку прорыва танков к Сапун-горе. После того как около месяца назад в 386-й СД — в связи с обнаружившимися недостатками в организации обороны — было проведено выездное заседание Военного совета, здесь много сделали для укрепления своих рубежей.»
В последние дни обороны Севастополя 27 июня 1942 года, находясь на КП дивизии, полковник Н. Ф. Скутельник был ранен и на следующий день доставлен в Камышевую бухту для эвакуации, но эвакуироваться не смог. В ночь с 30 июня на 1 июля при взрыве 35-й морской береговой батареи был тяжело контужен и в бессознательном состоянии переведен в подземный проход этой батареи к морю. 10 июля, находясь в скалах, был захвачен в плен и доставлен сначала в бывший лазарет 35-й морской береговой батареи, затем в Севастополь.
Из воспоминаний бывшего заместителя командира 345-й СД И. Ф. Хомича: «Числа шестого или седьмого июля, когда мы уже сидели под кручей, я увидел двух пробиравшихся по камням командиров. Молодой лейтенант вел за руку невысокого коренастого человека с наглухо забинтованной головой и руками. Когда они пробрались к нашему гроту, я узнал в раненом Скутельника. Разговаривать он не мог. Мне рассказали, что полковник обгорел при взрыве на 35-й морской батарее».
Считался погибшим в 1942 году приказ ГУК НКО № 01899 от 25.11.1943.
Через 10 дней переведен в лазарет при тюрьме Симферополь. В середине августа 1941 года оттуда направлен в лагерь военнопленных в Виннице, затем 20 сентября — во Владимир-Волынский лагерь, а через 5 дней — в лагерь в городе Зальцштер. С 6 марта 1943 года содержался в тюрьме города Нюрнберг, с 10 февраля 1944 года — в лагере военнопленных город Вайден, с 23 марта — в крепости Вюльцбург. 26 апреля 1945 года был освобожден американскими войсками и передан командованию Красной армии в городе Баден. С 28 июля по 9 октября 1945 года прошел проверку в 1-й Горьковской запасной дивизии, затем зачислен в распоряжение ГУК НКО. 17 апреля 1946 года был уволен в отставку по болезни.
В 1967 году к 50-летию СССР, Президиум Верховного Совета СССР удостоил участника Гражданской войны Н. Ф. Скрутельника пятого ордена Красного Знамени.
Участвовал в ветеранском движении, член КПСС с шестидесятилетним стажем, насколько позволяли силы, продолжал трудиться: учил молодежь, выступая на предприятиях, в школах Одессы. Торжественно отмечался его 90-й и 95-й юбилей. Являлся персональным пенсионером союзного значения. Проживал в Одессе на улице Космонавтов.
Умер в 1994 году в возрасте 101 год.

## Награды
В порядке присвоения
- Орден Красного Знамени Приказ РВС СССР № 202 от 31 декабря 1923 года. Орден Красное Знамя РСФСР № 4385. Грамота № 2042. на основании приказа РВСР 1919 года № 511
- Орден Красного Знамени Приказ РВС СССР № 538 от 24 сентября 1929 года. Орден Красное Знамя РСФСР № 59 «2». Грамота № 7413.
- Медаль XX лет Рабоче-Крестьянской Красной Армии 22.02.1938
- Орден Красной Звезды Указ ПВС СССР от 19.05.1940 г. Орден Красной Звезды № 12994.
- Медаль «За оборону Севастополя» 1942
- Орден Красного Знамени Указ ПВС от 24.7.1942 г. Орден Красное Знамя СССР № 2027
- Орден Красного Знамени Указ ПВС СССР от 6.5.1946 г. Орден Красное Знамя СССР № 397
- Медаль «За победу над Германией в Великой Отечественной войне 1941—1945 гг.» 1946
- Орден Ленина Указ ПВС СССР от 5.11.1946 г. Орден Ленина № 54097
- Орден Красного Знамени Указ ПВС СССР от 1967[5]
- Орден Отечественной войны I степени 06.04.1985